# マルコ・テンペスト

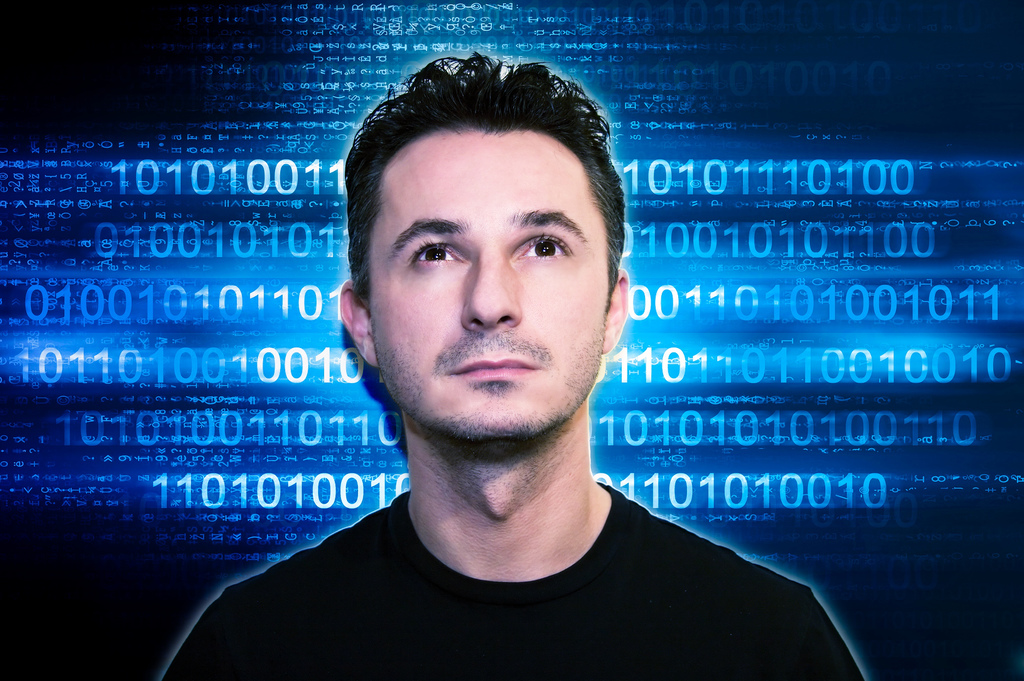
マルコ・テンペスト

マルコ・テンペスト（Marco Tempest、1964年12月3日 – ）はスイス人の手品師。
日本ではバーチャル・マジックを行う奇術師として知られている。
アメリカ合衆国のニューヨーク市を拠点に活動している。

## 主な活動歴
日本では、2005年ナポレオンズ、川平慈英らを司会にテレビ出演を果たした。この中で町の中で空中浮遊をしたり日焼けの跡を消すなどのマジックを行った。翌2006年には続編が放送され、水族館でレゴをペンギンの形にしたり、正田麻盛の尺八伴奏に合わせて別の尺八をひとりでに動かすなどの手品をした。